# Золотоношский сельсовет
Золотоношский сельсове́т — упразднённая в 2008 году административно-территориальная единица и сельское поселение (тип муниципального образования) в составе Стерлитамакского района. Почтовый индекс — 453143 . Код ОКАТО — 80249834000. Код ИФНС — 0242. Согласно Закону Республики Башкортостан «О границах, статусе и административных центрах муниципальных образований в Республике Башкортостан» от 16 декабря 2004 года имел статус сельского поселения.

## История
Указ Президиума ВС РБ от 19.10.1992 № 6-2/438 «Об образовании Золотоношского сельсовета в Стерлитамакском районе» гласил:

1. Образовать в Стерлитамакском районе Золотоношский сельсовет с административным центром в деревне Золотоношка.
2. Включить в состав Золотоношского сельсовета деревню Золотоношка, исключив её из Тюрюшлинского сельсовета.
3. Установить границу Золотоношского и Тюрюшлинского сельсоветов согласно представленной схематической карте.

Закон Республики Башкортостан от 19.11.2008 N 49-з «Об изменениях в административно-территориальном устройстве Республики Башкортостан в связи с объединением отдельных сельсоветов и передачей населённых пунктов» гласил:

 "Внести следующие изменения в административно-территориальное устройство Республики Башкортостан:
40) по Стерлитамакскому району:

е) объединить Тюрюшлинский и Золотоношский сельсоветы с сохранением наименования «Тюрюшлинский» с административным центром в селе Тюрюшля.
Включить деревню Золотоношка Золотоношского сельсовета в состав Тюрюшлинского сельсовета.
Утвердить границы Тюрюшлинского сельсовета согласно представленной схематической карте.
Исключить из учётных данных Золотоношский сельсовет;

## Население
| 2002 | 2009 | 2010 |
| ---- | ---- | ---- |
| 623  | ↘617 | ↘563 |

### Национальный состав
Согласно переписи 2002 года, преобладающие национальности — русские (35 %), украинцы (57 %).

## Состав сельсовета
Золотоношский сельсовет: деревня Золотоношка — административный центр (приложение 44з);
- д. Золотоношка

## Автодороги
- Тюрюшля — Золотоношка.